# Yaprak Dökümü
Yaprak Dökümü, zu deutsch Blätterfall oder Abwurf der Blätter, ist ein Roman des türkischen Schriftstellers Reşat Nuri Güntekin aus dem Jahr 1939.

## Inhalt
Der Roman beschreibt den Zerfall einer Familie in der damaligen neu gegründeten Republik Türkei. Effekte der staatlich verordneten Verwestlichung des Landes auf das einzelne Individuum ziehen sich durch die ganze Erzählung. Im Zentrum von Yaprak Dökümü steht der in sich gekehrte Istanbuler Familienvater Ali Riza, der an alten Prinzipien und Traditionen festhalten möchte und mit großer Sorge ein Mitglied seiner kinderreichen Familie nach dem anderen aus unterschiedlichsten Beweggründen aus dem Familienverbund ausscheiden sieht. Derweil verschlechtert sich auch die wirtschaftliche Lage des Hauses aufgrund seiner Arbeitslosigkeit und der Verschwendungssucht der Kinder immer weiter.

## Rezeption
Der Roman wurde seit 1958 mehrfach in der Türkei verfilmt, wie z. B. als eine siebenteilige Fernsehserie für das Staatsfernsehen TRT. Außerdem wurde Yaprak Dökümü mehrfach als Theaterstück aufgeführt.

## Die Serie
Eine moderne Neuverfilmung für das Fernsehen, die den Roman in der heutigen Zeit repräsentiert, lief zwischen 2006 und 2010 erfolgreich auf dem türkischen Privatsender Kanal D. Diese Serie ist nicht ganz nach dem Buch verfilmt worden z. B. sind in der Serie manche Charaktere, die im Buch nicht existieren. Die Serie sollte eigentlich drei Staffeln umfassen, doch durch den großen Erfolg verlängerte der Sender Kanal D die Serie um zwei weitere Staffeln. Yaprak Dökümü ist die einzige türkische Drama-Serie die 5 Staffeln beinhaltet (175 Folgen). Dazu hat die Serie auch die meisten Preise gewonnen (21, u. a. Beste Serie 2008) Die letzte Folge (Finale) wurde mit einem großen Erfolg am 29. Dezember 2010 ausgestrahlt.

## Verfilmungen
- Yaprak dökümü (1958) mit Hadi Hün
- Yaprak dökümü (1967) mit Cüneyt Gökçer
- Yaprak dökümü (1988), sieben Teilige Fernsehserie mit Kerim Avşar
- Yaprak dökümü (2006–2010), 175 Episoden, mit Halil Ergün